# Paul Leberecht Haupt
Paul Leberecht Haupt (* 5. April 1882 in Freiberg; † 20. April 1954 in Kassel) war ein deutscher Metallarbeiter, Gewerkschafter und Kommunalpolitiker.

## Leben
Haupt machte eine Ausbildung zum Mechaniker und war zunächst in Leipzig (1899), Hannover (1901) und dann wieder in seinem Geburtsort Freiberg in Sachsen ansässig. Seinen Militärdienst leistete er ab 1901 in Bückeburg ab. 
Ab 1908 lebte Haupt in Bant und war ab 1912 beim Deutschen Metallarbeiter-Verband in Limbach beschäftigt, wo er seit 1906 Mitglied war. 
Von 1914 bis 1916 war er Teilnehmer am Ersten Weltkrieg und anschließend bis 1919 Kriegsverpflichteter bei der Firma Optische Werke AG Hahn in Ihringshausen.
Von 1919 bis 1933 war Haupt Geschäftsführer (erster Bevollmächtigter) des Deutschen Metallarbeiterverbandes in Kassel, wurde jedoch 1933 aus politischen Gründen aller Ämter enthoben. Anschließend war er wieder  als Mechaniker tätig
Von 1919 bis 1929 war er Stadtverordneter und von 1928 bis 1929 Stadtverordnetenvorsteher (SPD) in Kassel. 
Während des Zweiten Weltkrieges war Haupt Vertrauensmann der illegalen Metallarbeiterorganisation in Nordhessen und anschließend, ab 1945, Verwaltungsdirektor beim Bezirkskommunalverband Kassel und Leiter der Heilanstalt Merxhausen. Ab 1945 war er ebenfalls Mitglied der IG Metall.

## Auszeichnungen
1953 wurde Haupt das Bundesverdienstkreuz verliehen.